# 주프랑스 대한민국 대사관
주프랑스 대한민국 대사관은 1949년 프랑스 파리에 개설된 대한민국 외교부 소속의 대사관이다.

## 관할 지역
- 프랑스
- 모나코 (겸임국)

## 연혁
- 1886년 6월 4일: 조불 수호 통상 조약에 따라 조선과 프랑스 간의 외교 관계 수립, 프랑스는 조선에서 포교의 자유를 획득함
- 1949년 2월 19일: 프랑스, 대한민국 정식 승인
- 1949년 7월 6일: 주프랑스 대한민국 공사관 설립
- 1958년 10월 10일: 주프랑스 대한민국 대사관으로 승격

## 역대 공관장
| 대수       | 이름           | 임기                                                                             |
| ---------- | -------------- | -------------------------------------------------------------------------------- |
| 초대 공사  | 공진항(孔鎭恒) | 1949. 5 ~ 1950.11.23                                                             |
| 임시 공사  | 윤치창         | 1950.5.11 - 1950.11.22 (주영국 공사로 임시 겸직)                                 |
| 제2대 공사 | 윤치영         | 1950.11.23 - 1951.04.26 (주불 공사)                                              |
| 제3대 공사 | 전규홍         | 1951.04.27 - 1957.05.15 (주불 공사)                                              |
| 대리 대사  | 조원석(曺元錫) | 1954. 8 ~ 1956. 1                                                                |
| 대리 대사  | 이수영(李壽榮) | 1956. 1 ~ 1957. 5                                                                |
| 제4대 공사 | 김용식         | 1957.05.16 - 1958.10.09 (주불 공사)                                              |
| 임시 대사  | 김용식         | 1958.10.10 - 1959.06.15 (임시 프랑스 대사, 양국간 공사관을 대사관으로 승격 합의) |
| 초대 대사  | 정일권         | 1959.06.16 - 1961.07.03, 프랑스 대사 (주프랑스 대사로는 초대, 공사로는 6대)      |
| 2          | 백선엽         | 1961.07.04 - 1965.09.17                                                          |
| 3          | 이수영         | 1965.09.18 - 1972.09.07                                                          |
| 4          | 정일영         | 1972.09.08 - 1974.03.21                                                          |
| 5          | 윤석헌         | 1974.03.22 - 1979.06.14                                                          |
| 6          | 민병기         | 1979.06.14 - 1982.02.27                                                          |
| 7          | 윤석헌         | 1982.02.28 - 1985.07.02                                                          |
| 8          | 윤억섭         | 1985.07.03 - 1987.06.23                                                          |
| 9          | 한우석         | 1987.06.24 - 1990.09.20                                                          |
| 10         | 노영찬         | 1990.09.21 - 1993.07.20                                                          |
| 11         | 장진섭         | 1993.07.21 - 1996.03.20                                                          |
| 12         | 이시영         | 1996.03.21 - 1998.07.05                                                          |
| 13         | 권인혁         | 1998.07.06 - 2001.04.22                                                          |
| 14         | 장재룡         | 2001.04.23 - 2003.11.03                                                          |
| 15         | 주철기         | 2003.11.04 - 2007.02.05                                                          |
| 16         | 조일환         | 2007.02.06 - 2010.01.14                                                          |
| 17         | 박흥신         | 2010.01.15 - 2012.09.12                                                          |
| 18         | 이혜민         | 2012.10.26 - 2015. 03                                                            |
| 19         | 모철민         | 2015.03 - 2017.09                                                                |
| 20         | 최종문         | 2018.01 - 2020.11                                                                |
| 21         | 유대종         | 2020.11 - 2022.12                                                                |
| 22         | 최재철         | 2022.12 - 2024.11                                                                |
| 23         | 문승현         | 2024.11 - 2025.07                                                                |

## 같이 보기
- 대한민국의 재외공관 목록
- 주한 프랑스 대사관